# Polizeiruf 110: Bedenkzeit
Bedenkzeit ist ein deutscher Kriminalfilm von Hans-Werner Honert aus dem Jahr 1986. Der Fernsehfilm erschien als 105. Folge der Filmreihe Polizeiruf 110.

## Handlung
Kunsthändler Boltenhagen wird von einem Motorradfahrer in einem Tunnel überrollt und stirbt am Tatort. Sein Koffer mit 30.000 Mark wird gestohlen. Jürgen Seidler, dem das Motorrad gehört, flüchtet vom Tatort und kann wenig später gestellt werden. Er gibt an, den Geldkoffer über die Planken geworfen zu haben und kann auch sonst Einzelheiten des Tathergangs beschreiben. Er kommt in Untersuchungshaft, wo er sich mit dem alten Oswin eine Zelle teilt. Der hat betrunken eine Frau überfahren, die starb. Er gab die Tat zu und ist beinahe erleichtert, dass die Untersuchungshaft bald ein Ende haben wird. Er versteht nicht, dass Jürgen den Ermittlern – Hauptmann Peter Fuchs und Oberleutnant Lutz Zimmermann – nicht die volle Wahrheit sagt. Die Ermittler glauben, dass Jürgen entweder einen Mittäter hatte oder das Geld versteckt hat, da der Koffer nie gefunden wurde. Jürgen jedoch bleibt bei seiner Version der Geschichte.
Nach einem halben Jahr Untersuchungshaft steht Jürgen kurz vor der Zwangsentlassung, da ihm die Tat nicht endgültig nachgewiesen werden kann. Sein Vater stirbt und er soll auf Bitten von Veronika, der Frau seines jüngeren Bruders Peter, an der Beerdigung teilnehmen. Veronika ist von Peter schwanger, der das Kind jedoch ablehnt und Veronika deswegen während Jürgens Haftzeit verlassen hat. Jürgen ist empört und geht zur Beerdigung, um Peter zur Rückkehr zu Veronika zu zwingen. Peter lehnt entschieden ab. Es wird deutlich, dass das Verhältnis der beiden Brüder schlecht ist, da sich Peter aus Jürgens Bevormundung lösen will. Zurück im Gefängnis schreibt Jürgen einen Brief an die Staatsanwaltschaft, in dem er mitteilt, dass sein Geständnis von damals falsch ist und er in Wirklichkeit unschuldig ist. Tatsächlich ergeben erneute Nachforschungen, dass Jürgen zur Tatzeit im Kino war und sein Motorrad gestohlen wurde. In den Effekten findet sich Jürgens Zündschlüssel der Maschine, die daher offensichtlich mit einem Zweitschlüssel gestartet wurde. Oswin berichtet den Ermittlern im Verhör, dass Jürgen seinen Bruder für den Täter hält, da nur er einen Zweitschlüssel zur Maschine hatte. Jürgen wollte Peter decken, dem er seit frühester Kindheit wie ein Vater war; ein Gefängnisaufenthalt hätte seine Zukunft ruiniert, die ihm Jürgen bereitet hatte. Auch Veronika war Jürgens Wahl für Peter, der nun jedoch mit der älteren Claudia zusammenlebt.
Die Ermittler befragen Peter, der den zweiten Schlüssel zum Motorrad vorweisen kann. Er versteht nicht, warum die Ermittler ihn befragen und erfährt erst in der direkten Konfrontation mit Jürgen, dass dieser ihn des Mordes verdächtigt. Die Kluft zwischen den Brüdern wird dadurch noch größer. Jürgen wiederum reagiert nun erschüttert über seinen Verdacht und zieht den Brief an die Staatsanwaltschaft als Falschaussage zurück. Die Ermittler rekonstruieren noch einmal die Tat. Als möglicher Fluchtweg aus dem Tunnel käme neben Ein- und Ausgang auch die Kanalisation infrage, befindet sich im Tunnel doch ein Einstieg. Die Ermittler durchsuchen die Kanalisation und entdecken schließlich einen nicht eingezeichneten Raum, der mit Diebesgut gefüllt ist. Unter anderem findet sich hier auch der Koffer von Kunsthändler Boltenhagen. In der Kanalisation werden Beobachtungsposten eingerichtet. Jürgen wird freigelassen, glaubt jedoch immer noch, dass Peter der Täter ist. Der fährt empört auf seinem Motorrad davon und Jürgen fährt ihm nach. An der Raucherinsel von Peters Betrieb finden die Ermittler ebenfalls einen Einstieg zur Kanalisation. Wenig später können in der Kanalisation die Täter gestellt werden, die ihr Diebeslager aufsuchen wollten. Es handelt sich um Elmar Raude und Reinhold Banner, die mit Peter als Kfz-Schlosser im gleichen Betrieb arbeiteten. Peter und Jürgen treffen wiederum an einer Autobahnbrücke zusammen, auf der sie früher oft gemeinsam standen. Peter bittet Jürgen, aus seinem Leben zu verschwinden. Stets habe er ihn bevormundet und Peter habe lange Zeit zu Jürgen aufgesehen. Jürgen habe Peter nie etwas zugetraut, außer das eine Mal: Den Mord an Kunsthändler Boltenhagen. Das Vertrauen von Peter in Jürgen ist nachhaltig erschüttert und eine Versöhnung nicht mehr möglich.

## Produktion
Bedenkzeit wurde vom 15. Mai bis 5. Juni 1985 in Schwerin und Görlitz gedreht. Die Szenen in der Kanalisation entstanden in Greifswald. Die Kostüme des Films schuf Brigitte Kleinbauer, die Filmbauten stammen von Gudrun Müller. Der Film erlebte am 6. Juli 1986 im 1. Programm des Fernsehens der DDR seine Premiere. Die Zuschauerbeteiligung lag bei 32,2 Prozent.
Es war die 105. Folge der Filmreihe Polizeiruf 110. Hauptmann Peter Fuchs ermittelte in seinem 62. Fall und Oberleutnant Lutz Zimmermann in seinem 9. Fall.
Hauptmann Fuchs hat sich nunmehr einen weißen Pudel zugelegt, den Hund des getöteten Boltenhagen, da er es nicht über sich bringt, diesen ins Tierheim zu geben. Oberleutnant Zimmermann kommt bei Fuchs zuhause öfter auf ein Feierabendbier vorbei.